# Jean-Marc Vincenti
Pour les articles homonymes, voir Vincenti.
Jean-Marc Vincenti est un footballeur français né le 30 novembre 1937 à Bastia (Haute-Corse). Il est plus connu sous le nom de JEANNOT VINCENTI
Il a été défenseur du SC Bastia de 1959 à 1971 où il joue l'ensemble de sa carrière. Il a notamment évolué trois saisons en première division.